# BORN TO BE WILD
『BORN TO BE WILD』（ボーン トゥー ビー ワイルド）は、EXILE THE SECONDの2枚目のオリジナル・アルバム。2017年3月1日にrhythm zoneから発売。

## 概要
前作『THE II AGE』から約3年振りのアルバム。EXILE THE SECOND本格始動後初のアルバム。「CD(スマプラ対応)」「CD+Blu-ray Disc(スマプラ対応)」「CD+DVD(スマプラ対応)」「CD+Blu-ray Disc3枚組(スマプラ対応)」 「CD+DVD3枚組(スマプラ対応)」 の全5形態で発売。
本格始動を果たし2016年、初の全国アリーナツアーに向けた“シングル三部作”と題して3ヶ月連続リリースされた「YEAH!! YEAH!! YEAH!!」、「Shut up!! Shut up!! Shut up!!」、「WILD WILD WILD」に収録されている全楽曲から、そして最新シングル「SUPER FLY」まで、NESMITHとSHOKICHIの各ソロ曲、アーティストとのコラボ曲を含む新曲7曲を含む全14曲を収録。
DVD / Blu-ray Discには、初の全国アリーナツアー「EXILE THE SECOND LIVE TOUR 2016-2017 "WILD WILD WARRIORS"」から、2016年11月16-17日大阪城ホール公演のライブ映像を収録するほか、ツアー初日のステージに上がる直前までのメンバーに完全密着したドキュメンタリー映像「www.thesecond ～THE FINAL EPISODE: Road to WILD WILD WARRIORS～」、そして“シングル三部作”と初収録となる「SUPER FLY」のミュージックビデオ全てフルバージョンで収録。
CD+DVD / Blu-ray Disc3枚組の初回盤は三方背ケース・デジパック仕様のほか、初回封入特典としてEXILE THE SECONDのスペシャル写真集が封入されている。

## 収録曲

### Disc1（CD）
1. SUPER FLY
  - 作詞：SHOKICHI / 作曲：SKY BEATZ, SHOKICHI, CHRIS HOPE
  - 6枚目のシングルの表題曲。
  - 日本テレビ系 『スッキリ!!』2017年2月度テーマソング。
  - アンファー「スカルプD ボーテ ピュアフリーアイラッシュ」CMソング [10]。
2. YEAH!! YEAH!! YEAH!!
  - 作詞：SHOKICHI / 作曲：ERIK LIDBOM, COMMAND FREAKS
  - 3枚目のシングルの表題曲。
  - ハイテンション・パーティーチューン[11]。
  - テレビ朝日系『お願い!ランキング』2016年7月度エンディングテーマ。
3. Break It Down
  - 作詞：TAKANORI(LL BROTHERS), ALLY / 作曲：T.Kura, TAKANORI(LL BROTHERS) / 編曲：T.Kura
  - ロックサウンド[11]。
  - AbemaTV「BPM 〜BEST PEOPLE's MUSIC〜」テーマソング。
4. 24/7 Cruisin' feat. LL BROTHERS
  - 作詞：ALLY, TAKANORI(LL BROTHERS) / 作曲：UTA, LL BROTHERS / 編曲：UTA(TinyVoice,Production)
5. Shut up!! Shut up!! Shut up!!
  - 作詞：TAKANORI(LL BROTHERS), ALLY / 作曲：T.Kura, JAY'ED / 編曲：T.Kura
  - 4枚目のシングルの表題曲。
6. Dirty Secret Remix feat. AKLO
  - 作詞：Masaya Wada / 補作詞：AKLO / 作曲：Jason Housman, Chris Holyfield, Andrew John Holyfield, Ryuichi Lee Flores
  - SHOKICHIと交友もあり、AKLOに参加していた、4枚目のシングル「Shut up!! Shut up!! Shut up!!」のカップリング曲のスペシャルRemix[12]。
7. Shelly
  - 作詞：SHOKICHI / 作曲：KEPLER, JC Chasez / 編曲：KEPLER, Phillip Meneses
  - 禁断のラブストーリーを描くSHOKICHIのソロ曲[11]。
8. Mo Bounce feat. Far East Movement
  - 作詞：SHOKICHI, Far East Movement (Kevin Nishimura, James Roh, Virman Coquia) / 作曲：Far East Movement
9. Going Crazy
  - 作詞：SHOKICHI / 作曲：Ricky Shockbit Luna & Deekei
  - 3枚目のシングルのカップリング曲。
10. Beautiful Angel
  - 作詞：NESMITH / 作曲：Hakan Lundberg, Jose Manuel Moles, Caroline Gustavsson / 編曲：Hakan Lundberg for Music Mould / Chapter 2 Productions Inc.
  - NESMITHのソロ曲。
11. Because I Love You
  - 作詞・作曲：Warren Brooks / 日本語詞：松尾潔 / 編曲：Pochi
  - Stivie. Bの「Because I Love You (The Postman Song)」を日本語でカバーした。松尾潔が日本語詞を作詞されたもの[12]。
  - 洋服の青山「AOYAMA PRESTIGE TECHNOLOGY」CMソング [13]。
12. RAY
  - 作詞：SHOKICHI / 作曲：HENRIK Nordenback, SHOKICHI, SIRIUS, BIG-F
  - 5枚目のシングルのカップリング曲。
13. Step into my party
  - 作詞：SHOKICHI / 作曲：REASON', SIRIUS, MoonChild, SHOKICHI
  - テーマは”女性を讃えること”[14]。
  - シルク・ドゥ・ソレイユ「ダイハツ キュリオス」CMソング[15]。
14. WILD WILD WILD
  - 作詞：SHOKICHI / 作曲：UTA, Petrus Vestberg, Tove Quick, Erik Carlfjord, Johan Thölin / 編曲：UTA(TinyVoice,Production)
  - 5枚目のシングルの表題曲。
  - TBS系『王様のブランチ』2016年9月度エンディングテーマ。
  - 洋服の青山「AOYAMA PRESTIGE TECHNOLOGY」CMソング 。
  - アルペン × アディダス「ADIDAS DREAM CAMPAIGN With EXILE THE SECOND」 CMソング [16]。
  - ワーナー・ブラザース映画配給映画『スーサイド・スクワッド』日本版イメージソング[17]。

### Disc2（DVD）
- 「EXILE THE SECOND LIVE TOUR 2016-2017 "WILD WILD WARRIORS"」PART 1.

1. WILD WILD WILD
2. YEAH!! YEAH!! YEAH!!
3. ASOBO!
4. One Time One Life
5. HEAD BANGIN'
6. Choo Choo TRAIN
7. LA・LA・LA LOVE SONG
8. TETSUYA’s TAP SHOWCASE
9. I Wish For You
10. September
11. Without You (Interlude) / EXILE SHOKICHI
12. Missing You
13. let it go
14. Dirty Secret
15. GO ON THE RAMPAGE / THE RAMPAGE from EXILE TRIBE
16. Parade of THE RAMPAGE / THE RAMPAGE from EXILE TRIBE
17. Lightning / THE RAMPAGE from EXILE TRIBE
18. SHOKICHI’s DRUM SOLO / EXILE SHOKICHI
19. BACK TO THE FUTURE / EXILE SHOKICHI
20. Don't Stop the Music / EXILE SHOKICHI
21. 青の日々 / EXILE SHOKICHI
22. The One / EXILE SHOKICHI
23. プライド
24. WILD STYLE ~THE PERFORMERS’ SHOWCASE~
25. THINK 'BOUT IT!

### Disc3（DVD)
- 「EXILE THE SECOND LIVE TOUR 2016-2017 "WILD WILD WARRIORS"」PART 2.

1. SURVIVORS feat. DJ MAKIDAI from EXILE
2. BUMP UP
3. HERE WE GO / EXILE SHOKICHI
4. CLAP YOUR HANDS
5. Going Crazy

【ENCORE】
1. Shut up!! Shut up!! Shut up!!
2. RAY

【Documentary】
- www.thesecond ~THE FINAL EPISODE: Road to WILD WILD WARRIORS~

### Disc4（DVD）
1. 「YEAH!! YEAH!! YEAH!!」(Music Video)
2. 「Shut up!! Shut up!! Shut up!!」(Music Video)
3. 「WILD WILD WILD」(Music Video)
4. 「SUPER FLY」(Music Video)